# Wago
Wago (auch Wego)  war der zweite Bischof des slawischen Bistums Oldenburg um 973/983.

## Leben
Wego wurde von Erzbischof Adaldag von Hamburg zum Bischof von Oldenburg geweiht, als Nachfolger von Egward. Weitere Angaben werden über ihn von Adam von Bremen im 11. Jahrhundert nicht gemacht.
Helmold von Bosau berichtete im späten 12. Jahrhundert ausführlich über seine Person, allerdings ist die Historizität der Details unsicher. Danach wirkte Wago zur Zeit von König Otto II., also irgendwann zwischen 973 und 983 in Wagrien. Er habe sich überwiegend in seinen Burgen in Bosau und Gnissau aufgehalten. Seine Schwester verheiratete Wago mit dem Obodritenherrscher Billug (wohl Mistiwoj), deren Tochter Hodica ließ Wago in einem Nonnenkloster erziehen und machte sie frühzeitig zur Äbtissin in Mecklenburg. Wago sei öfter zu Fürst Billug nach Mecklenburg gefahren und habe von diesem auch Dörfer im Tausch gegen den Verzicht auf Bistumszehnten erhalten. Billug habe ihn schließlich um Einnahmen betrogen und sich auch nach einer Zeit von Wagos Schwester getrennt.
Welche dieser Details sich tatsächlich so zutrugen, ist unsicher. Möglicherweise wurden Verhältnisse, die erst im 12. Jahrhundert gebräuchlich waren, in die vorherige Zeit übertragen.
Das Todesjahr von Wago wurde von keiner Chronik überliefert.